# Birkhofstraße 27 (Korschenbroich)

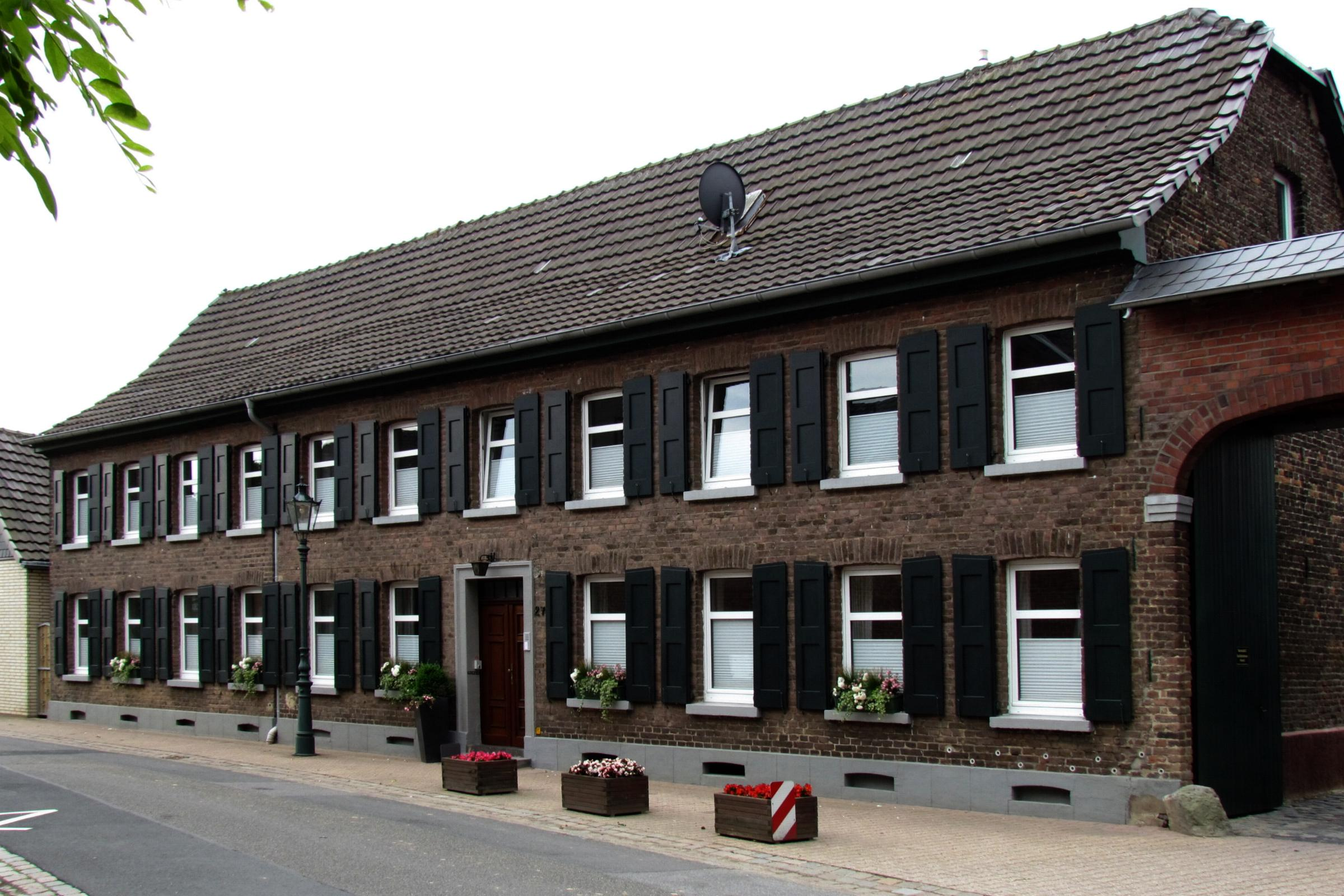
Wohnhaus

Die Backsteinhofanlage Birkhofstraße 27 steht im Stadtteil Lüttenglehn in Korschenbroich im Rhein-Kreis Neuss in Nordrhein-Westfalen.
Das Haus wurde 1841 erbaut und unter Nr. 169 am 22. Oktober 1990 in die Liste der Baudenkmäler in Korschenbroich eingetragen.

## Architektur
Es handelt sich hier um Teile einer ehemaligen vierflügeligen Backsteinhofanlage aus dem Jahre 1841. Geschützt ist das Wohnhaus mit anschließender Toreinfahrt und die sich südwestlich angrenzende Querscheune. Das Wohnhaus ist zweigeschossig in elf Achsen erstellt und mit Sandsteinsohlbänken versehen. Über der Toreinfahrt befindet sich ein Torkeilstein mit der entsprechenden Datierung.
Trotz geringfügiger Veränderungen haben diese Teile der Hofanlage ihr ursprüngliches Erscheinungsbild erhalten. Diese Hofteile erfüllen die Voraussetzungen des § 2 DSchG NW zur Eintragung in die Denkmalliste. Sie sind bedeutend für die Geschichte des Menschen als kulturgeschichtliches Zeugnis der Arbeits- und Wohnverhältnisse im 19. Jahrhundert und für Städte und Siedlungen im ortsgeschichtlichen Sinne. Für ihre Erhaltung und Nutzung liegen wissenschaftliche, hier architektur- und siedlungsgeschichtliche Gründe vor.